# Emy Ek
Emy Charlotte Ek, född 22 februari 1888 i Malmö, död 29 april 1967 i Stockholm, var en svensk rektor, författare och översättare.
Emy Ek blev filosofie kandidat vid Uppsala universitet 1914 och filosofie licentiat vid Stockholms högskola 1916. Hon var lärare vid Grevesmühlska samskolan i Stockholm från 1909 och var skolans rektor 1928–1940. Hon var sedan ställföreträdande rektor vid Grevesmühlska avdelningen av Stockholms stads handelsmellanskola 1940–1952.
Emy Ek föreläste även över litterära ämnen vid Stockholms borgarskola och Stockholms arbetareförening från 1918 och medverkade med artiklar och recensioner i bland annat tidskrifterna Tidevarvet och Studiekamraten. Hon skrev monografin Ola Hansson vid Hanssons död 1925 och redigerade de postumt utgivna Hansson-böckerna Ur minnet och dagboken (1926) och Slättbyhistorier (1927).

## Skrifter
- Ola Hansson: några minnesord (Geber, 1925)
- Från Jarl Hemmers ungdom (Sällskapet Bokvännerna, 1958)
- Ur Grevesmühlska samskolans historia (Eget förlag, 1959)

## Översättning
- Joseph Joubert: Tankar och maximer om böcker och människor (Sällskapet Bokvännerna, 1959)